# فوقس
الفَوْقَس أو الفيوكس (الاسم العلمي: Fucus) هو جنس من الطلائعيات يتبع فصيلة الفوقسية من رتبة الفوقسيات.